# Husajn ibn Alí
Husajn ibn Alí (kolem 626 – 10. října 680) často nazýván zkráceně jen Husajn, byl vnuk Mohameda, zakladatele islámu. Byl jedním ze synů Mohamedovy dcery Fátimy a Alího, který je v sunnitské tradici považován za čtvrtého voleného chalífu, a v Ší'itské za prvního imáma. Sám Husajn je pak ší'ity považován za třetího imáma, přičemž druhý imám byl Husajnův bratr al-Hasan.
Poté, co zemřel Mu‘ávija, první vládce chalífátu z rodu Umajjovců, nárokovali si nástup na jeho místo jak Husajn, tak Mu‘ávijův syn Jazíd. Jazíd však nechal 10. října 680 Husajna zavraždit a s ním i celou jeho rodinu. Tento den patří mezi ší'itskými muslimy dodnes mezi nejvýznamnější v roce.